# Severnyj Voksal (metropolitana di Kazan')
La stazione Severnyj Voksal (Северный вокзал), in tataro Tönyaq Vokzal (Төньяк вокзал), è una stazione della metropolitana di Kazan'.

## Storia
La stazione venne attivata il 9 maggio 2013, come parte della tratta da Koz'ja Sloboda ad Aviastroitel'naja.